# 朱瑞 (1883年)

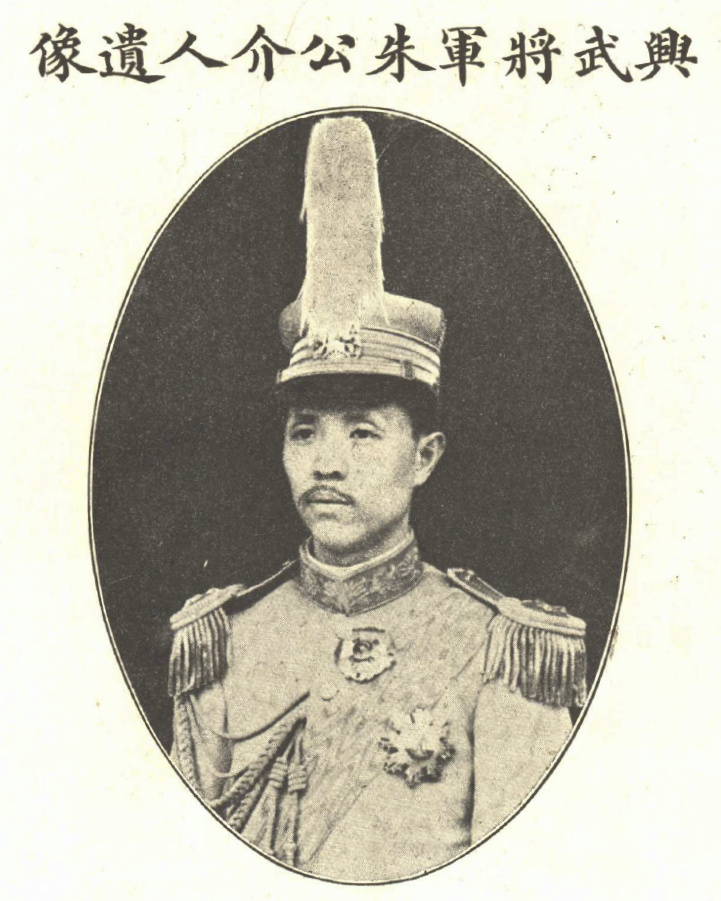
朱興武將軍

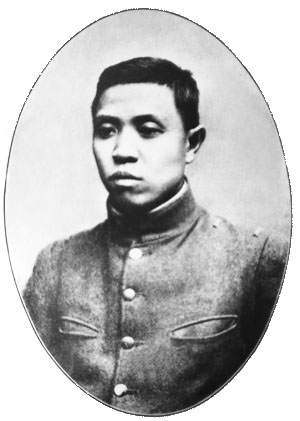
朱瑞，陸軍第21鎮第81標統

朱瑞（1883年—1916年8月3日），字介人，中国浙江海盐武原镇人。清末民初軍人、革命家、政治家。清末光復会成員。中华民国初期浙軍的创建者和领导人之一。

## 生平

### 辛亥革命前后
1901年，朱瑞肄业于海盐秀水学堂。1903年入南京南洋陆师学堂。1905年（光緒31年），朱瑞自陸師学堂毕业。此后任浙江督练公所参谋处差遣，後来任新军步队第2標執事官。
朱瑞与革命派思想产生共鳴，于1906年（光緒32年）加入光復会，并参加了中国同盟会的活動。朱瑞参加了秋瑾的革命活動，1907年（光緒33年）秋瑾被处决。朱瑞受到怀疑，为逃避浙江省当局的追究而逃走。
1909年（宣統元年），朱瑞到安徽省担任安徽督練公所参謀处提調兼測絵学堂監督。浙江陆军第二十一镇於1910年成立後，1910年（宣統2年），朱瑞回到浙江省任步隊营管带。後来任陆军第二十一镇第81标代标统，驻杭州郊区笕桥。在浙江省他为重建光復会而奔走。
1911年（宣統3年）11月4日，为了响应武昌起義，革命派在浙江省发动革命。朱瑞参加革命，率军攻占軍械局，光复杭州。不久，滬軍都督陳其美发出进攻南京的指令，朱瑞担任浙軍支队長，参加进攻，击败清軍。12月3日，占领南京。朱瑞被任命为浙軍第1鎮統制官，驻扎南京。

### 浙江的統治者
1912年（民国元年）1月16日，黎元洪领导的政党民社成立，朱瑞为发起人之一，参加该组织。不久，朱瑞明确表态支持袁世凱。4月，中華民国臨時政府迁至北京。同月，朱回到浙江省。5月，民社同其他政治团体合并为共和党，朱瑞参加。
当时，浙江省的軍人同曾留学日本的学生组成的集团，与江南陸師、保定速成学校毕业生组成的集团間发生对立。朱瑞被后一集团擁立，当時的浙江都督蒋尊簋（留学日本学生）被迫辞職。7月23日，朱瑞被袁世凱正式任命为浙江都督。
1913年（民国2年）二次革命发生后，朱瑞宣言中立，既不协助革命派，又不積极討伐。由此，受到袁世凱猜疑，以後朱瑞乃积极支持袁。1914年6月30日，获封兴武将军、督理浙江军务。朱瑞很早就积极支持袁世凯称帝。1915年（民国4年）12月12日袁世凯称帝，朱瑞获封一等侯。

### 護国战争中的逡巡和失势
護国战争爆发后，朱瑞的态度有所变化。1916年（民国5年）3月，馮国璋、朱瑞、张勳、李纯、靳云鹏5将軍共同发出促进袁世凱取消帝制的密電。後来随着事態進展，朱瑞无论如何也未能做到旗幟鮮明，打算发表「中立」宣言。由于他的態度暧昧，和浙江省内各界支持護国軍的舆论未能保持一致。4月12日，呂公望等護国軍支持派发动政变，浙江討袁軍第2旅旅長童保暄率眾圍攻浙江將軍署，朱瑞逃往上海。
此后，朱瑞肺病恶化，前往天津後，于1916年8月3日逝世。享年34岁。